# 硬毛扁担杆
硬毛扁担杆（学名：Grewia rugulosa）是锦葵科扁担杆属的植物，为中国的特有植物。分布在中国大陆的云南等地，生长于海拔1,200米的地区，常生于山坡灌丛及山坡杂木林中，目前尚未由人工引种栽培。